# Desmatophocidae
Desmatophocidae è una famiglia estinta di pinnipedi strettamente imparentata con le vere foche o focidi. Fanno parte di questa famiglia i generi: Allodesmus, Atopotarus e Desmatophoca.